# ویل لیمن
ویل لیمان (انگلیسی: Will Lyman؛ زادهٔ ۲۰ مهٔ ۱۹۴۸) یک هنرپیشه و موسیقی‌دان آمریکایی است. لیمن که به‌خاطر صدای شیک و پرطنین‌اش شناخته می‌شود، از آثار برجسته او می‌توان به سریال گیوم‌تل در تقش ویلیام تل اشاره کرد.او در فیلم عواقب بازی کرده است.